# Isola Tajmyr
L'isola Tajmyr (in russo Остров Таймыр, ostrov Tajmyr) è un'isola russa bagnata dal mare di Kara.
Amministrativamente appartiene al distretto di Tajmyr del Territorio di Krasnojarsk, nel Circondario federale della Siberia.
Non va confusa con l'isola Malyj Tajmyr che si trova a nord-est e appartiene all'arcipelago Severnaja Zemlja.

## Geografia
L'isola è situata nella parte sud-orientale del mare di Kara, poco a nord della parte centrale della grande penisola del Tajmyr. A sud, è separata dalla terraferma dallo stretto del Tajmyr (пролив Таймырский, proliv Tajmyrskij), che ha una larghezza media di circa 3 km (650 m nel punto più stretto); a nord, lo stretto Toros (пролив Торос, proliv Toros) la divide da alcune isole costiere, come fa lo stretto Vostočnyj (пролив Восточный, proliv Vostočnyj) nella parte orientale; a nord-ovest, è separata dalle isole di Vil'kickij dallo stretto di Matisen (пролив Матисена, proliv Matisena); a ovest, lo stretto di Sverdrup (пролив Свердрупа, proliv Sverdrupa) la separa dall'isola di Nansen e lo stretto di Palander (пролив Паландера, proliv Palandera) dall'isola Bonevi. Dal 1993 fa parte della Riserva naturale del Grande Artico.
L'isola ha una forma fortemente irregolare, ricca di insenature e promontori. Misura circa 37 km di lunghezza e 18 km di larghezza. Ha un'area complessiva di 400,7 km² e uno sviluppo costiero di 184,3 km. 
Nella parte centrale raggiunge un'altezza massima di 232 m s.l.m. sul monte Negra (г. Негра); nella parte centro-settentrionale ci sono rilievi di 176 m (monte Ėffekt, г. Эффект) e 156 m, e in quella occidentale si arriva fino a 103 m (monte Vysokaja, г. Высокая).

Le coste frastagliate danno vita a baie molto profonde, tra le quali spiccano il golfo Hidrografičeskij (залив Гидрографический, zaliv Gidrografičeskij), che divide l'isola dalla sua parte orientale, creando così la lunga penisola Trud (полуостров Труд, poluostrov Trud). Al centro di questo golfo (che si sviluppa da nord a sud), si apre un'ampia insenatura in senso latitudinale, chiamata baia Stachanovčev (бухта Стахановчев, buctha Stachanovčev). Altre profonde baie si aprono lungo la costa settentrionale, come la baia Zaostrovnaja (бухта Заостровная) e la baia Bezymjannaja (бухта Безымянная).

Il punto più settentrionale è capo Primetnyj (мыс Приметный), quello più orientale è capo Kamen' (мыс Камень), quello più occidentale è capo Minin (мыс Минина) e quello più meridionale è capo Middendorf (мыс Миддендорфа).

Il clima è rigido; l'isola e il mare che la circonda sono coperti di ghiaccio per gran parte dell'anno, con aperture naturali (le cosiddette polynya, dal russo полынья polyn'ja) in inverno e lastroni galleggianti, dovuti al parziale disgelo, d'estate.
L'isola è caratterizzata da un territorio accidentato con distese sassose, sul quale è presente una vegetazione tipica della tundra.
Ci sono parecchi piccoli corsi d'acqua, la maggior parte dei quali a carattere stagionale. L'isola è anche punteggiata da laghetti, i più grandi dei quali sono il lago Čërnoe (oзеро Чёрное) a ovest, i laghi Golubye (oзера Голубые) lungo la costa centro-meridionale, e il lago Svetloe (oзеро Светлое) a est.

## Isole adiacenti
Geologicamente, l'isola Tajmyr e le isole vicine sono una continuazione dell'arcipelago di Nordenskiöld, talvolta considerate parte di esso, le cui coste ravvicinate formano una complessa struttura labirintica, composta di numerosi stretti, baie e promontori. Da ovest a est, le isole (in grassetto le maggiori) sono:
- Isole Skalistye (острова Скалистые), 2 piccole isole a nord di capo Vega. La maggiore è quella settentrionale, con una lunghezza di circa 700 m[1] e un'altezza massima di 10 m s.l.m. 76°17′48.19″N 95°22′14.77″E
- Isola Topografičeskij (остров Топографический), nel sud-ovest di Tajmyr. Ha una lunghezza di poco inferiore a 1,2 km e una larghezza di circa 750 m.[1] 76°11′48.55″N 95°29′57.01″E
- Isole Prolivnye (острова Проливные), 3 piccole isole nello stretto del Tajmyr, più vicine alla costa continentale che non all'isola. La maggiore delle tre è quella meridionale, che misura circa 400 m di lunghezza e 200 m di larghezza.[1] 76°07′29.78″N 96°00′38.01″E
- Isola di Moiseev (остров Моисеева), a nord di capo Pologij.
  - Isola Rifovyj (остров Рифовый), un'isoletta a est di Moiseev.
- Isola del Pilota Alekseev (остров Пилота Алексеева), grande isola a nord di capo Geodezičeskij.
  - Isola Nizkij (остров Низкий), piccolo isolotto a nord-ovest di Pilota Alekseev.
  - Isole Lafetnye (острова Лафетные), 2 piccole isole all'estremità nord-orientale di Pilota Alekseev.
- Isola Siversija (остров Сиверсия), a sud-est di Tajmyr, è un'isola a forma di L, lunga circa 1,45 km e larga 900 m.[1] Ha un'altezza massima di 19 m e nella sua parte settentrionale si trova un lago. 76°04′31.04″N 96°29′11.07″E
- Isole Bliznecy (острова Близнецы), 2 isole a nord di Pilota Alekseev.
- Isola del Pilota Machotkin (остров Пилота Махоткина), grande isola a est di Tajmyr.
  - Isola Zvezda (остров Звезда), a nord-est di Pilota Machotkin.
  - Isola Serp i Molot (остров Серп и Молот), a nord-est di Zvezda.
  - Isola Malyj (остров Малый), a nord-est di Serp i Molot.
- Isola di Rozmyslov (остров Розмыслова), a nord di Pilota Machotkin.

Altre grandi isole nelle vicinanze:
- Isola di Nansen, a ovest.
- Isola Bonevi (остров Боневи), a sud-ovest, a metà strada tra l'isola di Nansen e Tajmyr.
- Isola di Kolčak, a sud-est.

## Storia
L'isola è stata scoperta nel 1878 dall'esploratore finlandese Adolf Erik Nordenskiöld a capo della spedizione russo-svedese sulla nave Vega. Così è descritta dall'esploratore artico M. I. Belov:
V. A. Troickij, esplorando l'isola Tajmyr, trovò il segno lasciato da Nordenskiöld. Sotto esso era sepolta la scatola di ferro, tutta arrugginita, al cui interno era presente la bottiglia. Fortunatamente, il messaggio non era stato danneggiato. Come richiesto, esso fu inviato dalla Società Geografica dell'Urss alla corte reale svedese.»
Nel 1900 l'isola fu visitata anche dalla spedizione russa sulla goletta Zarja, guidata da Eduard von Toll, che costruì una base per passare l'inverno e una stazione scientifica su un'isoletta a sud-ovest (isola Nabljudenij).